# Khandakhadyaka
Khaṇḍakhādyaka (che significa morso edibile o pezzo di cibo) è un trattato astronomico scritto dal matematico e astronomo Brahmagupta nel 665 d.C. Il trattato contiene otto capitoli che trattano di argomenti come la longitudine dei pianeti, la rotazione diurna, le eclissi lunari e solari, le albe e i tramonti, la fasi lunari e le congiunzioni di pianeti.
Il trattato è stato scritto in risposta al Ardharatrikapaksa di Aryabhata. Khandakhadyaka era conosciuto in Sanscrito ad Al-Biruni.